# رنو کاجار

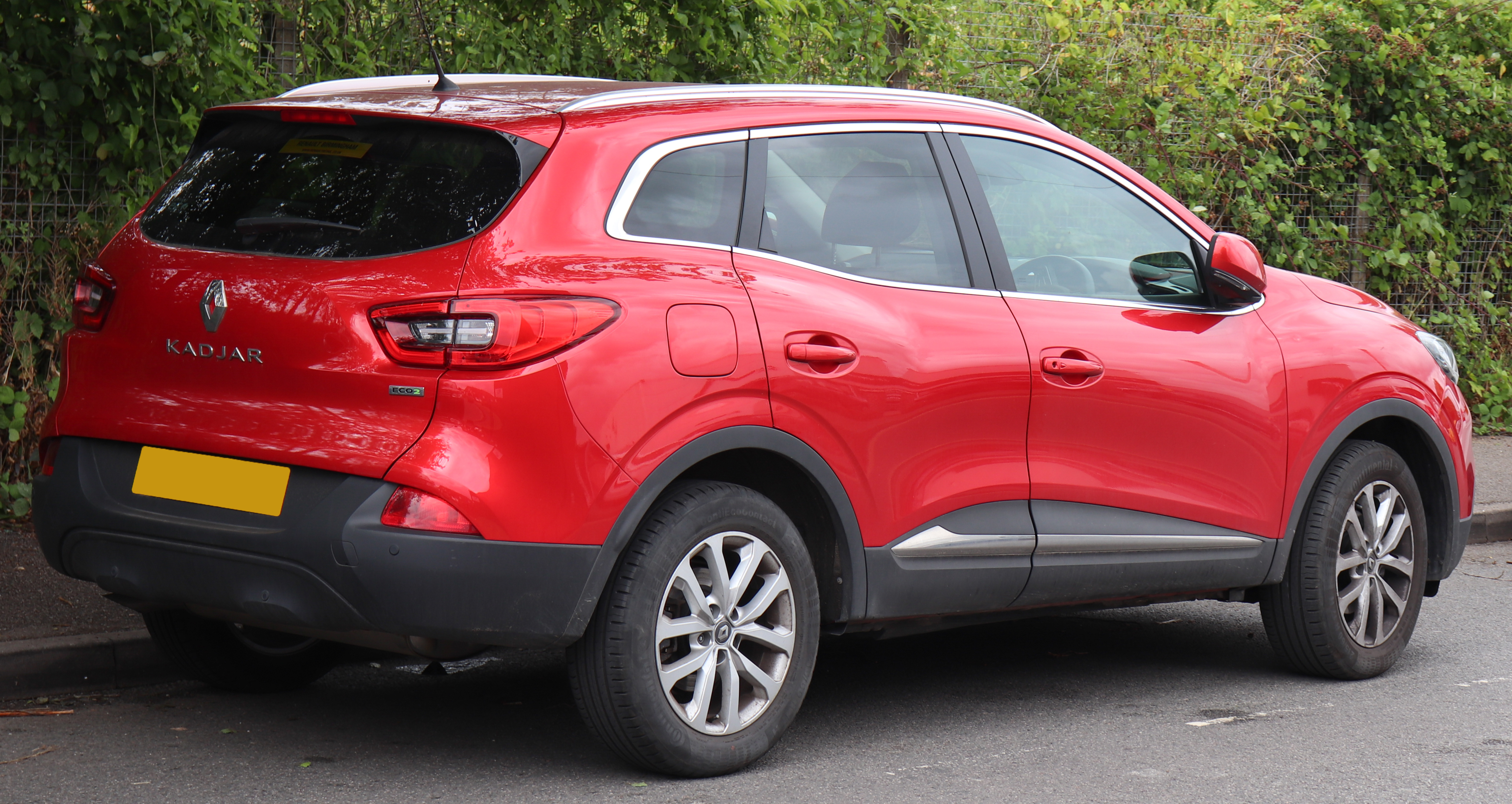
رنو کاجار با موتور Bose Edition dCi در کشور انگلستان

رنو کاجار یا رنو کجار یا رنو قاجار (به انگلیسی: Renault Kadjar) خودروی شاسی بلند کمپانی رنو می‌باشد که این خودرو ۵ درب بوده و موتور آن در جلوی خودرو جای دارد؛ هم‌چنین چرخ‌های جلو جنبشگر است.
رنو کاجار که در دسته شاسی بلندهای میان‌سایز جای می‌گیرد؛ در آف رود (جاده خاکی) به خوبی شاسی بلندهای بزرگ‌سایز نمی‌تواند مانور کند و از سنگل‍اخ‌های بزرگ به آسانی بگذرد.
طراحی و توسعه:
Renault Kadjar از پلتفرم خانواده ماژول مشترک رنو-نیسان مانند نیسان قشقایی استفاده می کند که امکان محرک جلو و چهار چرخ را فراهم می کند.
این سیستم با آخرین نسخه سیستم اطلاعات پنل سرگرمی R Link 2 رنو (کنترل صوتی، ناوبری، بلوتوث و رادیو)، استارت موتور، کمک ترمز اضطراری، هشدار خروج از خط و تشخیص علائم ترافیکی با هشدار محدودیت سرعت، سنسورهای 360 درجه، دنده عقب ارائه می شود. دوربین و سیستم پارکینگ هندزفری استفاده می کند.
نسخه دیزل 1.5 لیتری 108 اسب بخاری، مقرون به صرفه ترین مدل ارائه شده است، با انتشار CO2 99g/km و مصرف سوخت 74.3mpg، اما تقریباً همان سطوح قشقایی را ارائه می دهد و 0 تا 62 مایل در ساعت (100 کیلومتر در ساعت) در 11.9 ثانیه می رسد.
این خودرو در سال 2018 فیس لیفت شد و تولید خودروی بازسازی شده از سال بعد شروع شد. با چهار نسخه موتور جدید برای جایگزینی موتورهای قدیمی، طراحی بیرونی و داخلی نیز به روز شده با فضای بیشتر برای اقلام اضافی، سیستم اطلاعات سرگرمی بروزتر و برخی تغییرات کوچک در پنل کنترل تهویه نیز اضافه شدند.
تولید رنو کاجار در اواسط جولای 2022 متوقف شد.

#### نامگذاری:
رنو توضیح مفصلی درباره نام Kadjar در بخش وبلاگ وب سایت شرکت خود منتشر کرد. با این حال، رابطه آن با قشقایی به ارتباط آن با قاجارها یا در لغط کادجار فرانسوی اشاره دارد.
از زمان ناصرالدین شاه، شاهان قاجار ایران نام خود را به خط غربی به روش فرانسوی نوشتند: کادجار. این رابطه در چندین رسانه حرفه ای و اجتماعی به صورت غالباً خنثی، اما در موارد کمی، کمی مشتاقانه مورد توجه قرار گرفته است.
طبق دو منبع ایرانی، مظفرالدین شاه قاجار، پادشاه ایران (1853-1907) در سال 1900 در بلژیک در سفر خود به اروپا، دو خودروی رنو را خرید و وارد ایران کرد. اینها اولین خودروهای ایران بودند.